# 対ナチス・ドイツ戦勝78周年記念パレード
対ナチス・ドイツ戦勝78周年記念パレード（ロシア語: Парад на Красной площади 9 мая 2023 года）は、2023年5月9日に赤の広場で実施された軍事パレード。大祖国戦争（独ソ戦）におけるソビエト連邦の勝利から78周年を記念して実施された。

## 概要
5月9日の戦勝記念日は、大祖国戦争（独ソ戦）におけるソビエト連邦の勝利を象徴する日として、一部を除く旧ソ連諸国で祝日と定められており、ロシアではソ連崩壊後の1995年以降、毎年5月9日に戦勝記念パレードが実施されている。このパレードは、2023年の戦勝記念日に合わせ実施された。

## 外国首脳の招待

### 前日の招待
パレードには、独立国家共同体を構成する7カ国の首脳が招待され、参加した。なお、キルギスのジャパロフ大統領以外はパレード前日の5月8日に招待された。

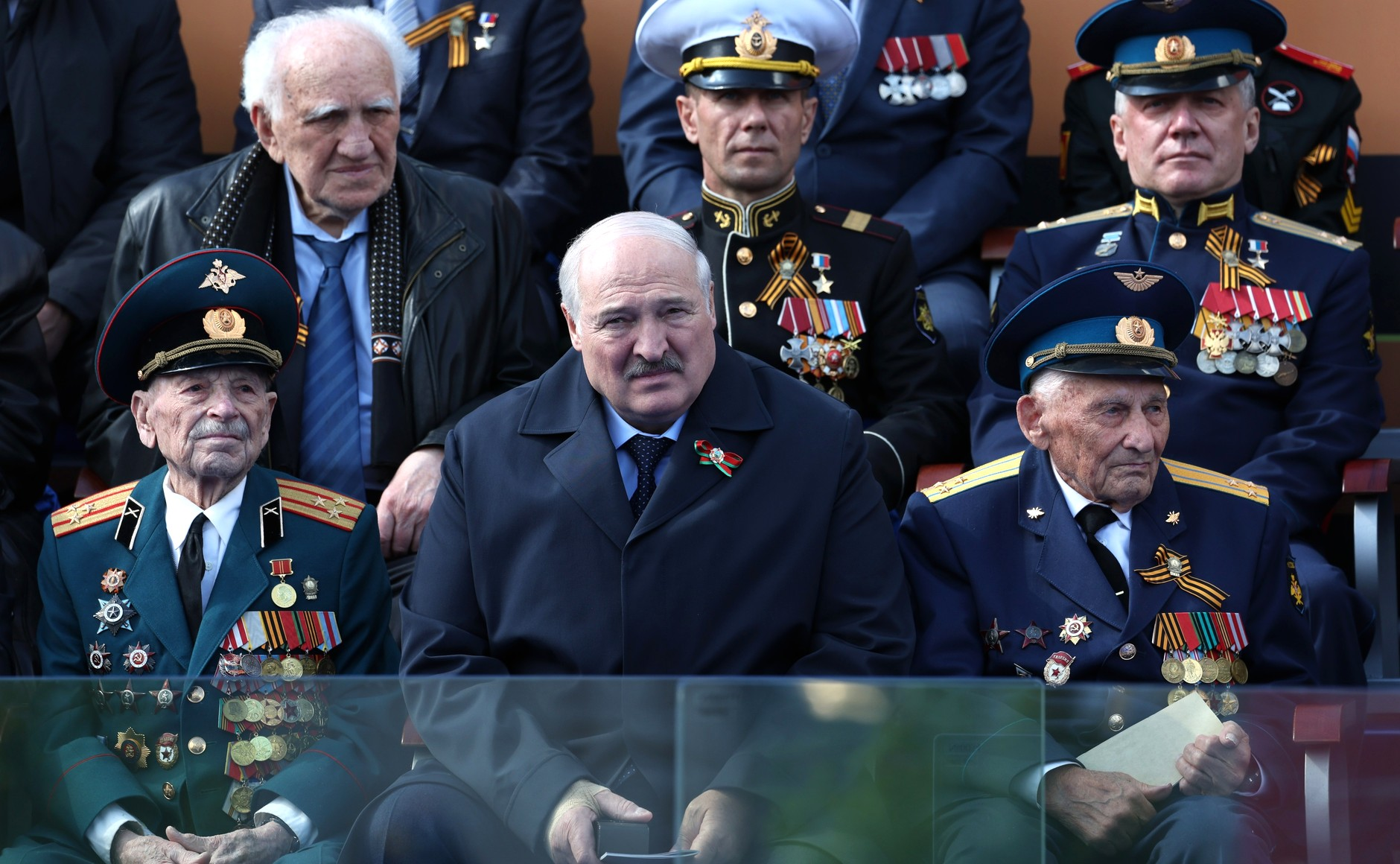
ベラルーシのアレクサンドル・ルカシェンコ大統領

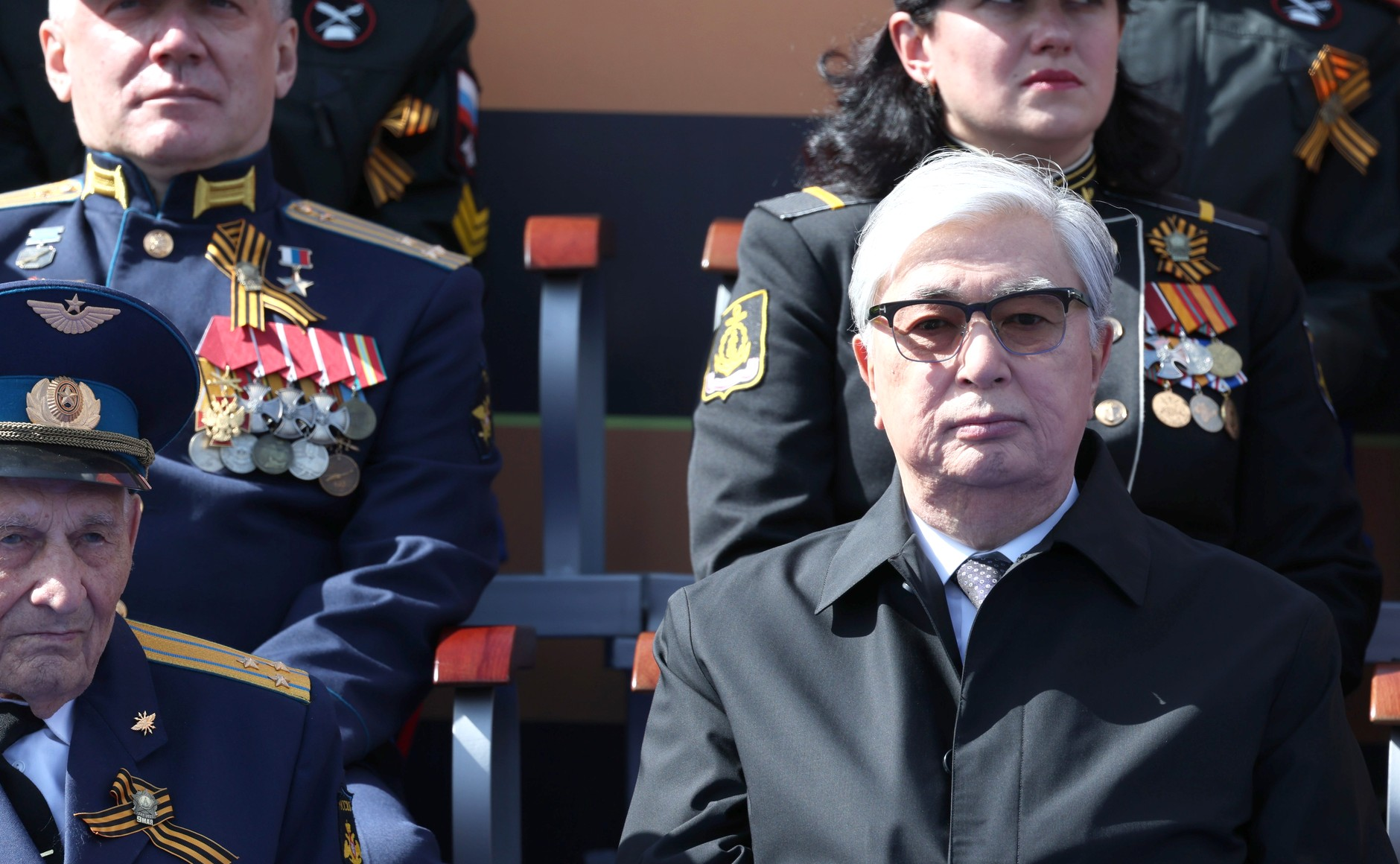
カザフスタンのカシムジョマルト・トカエフ大統領

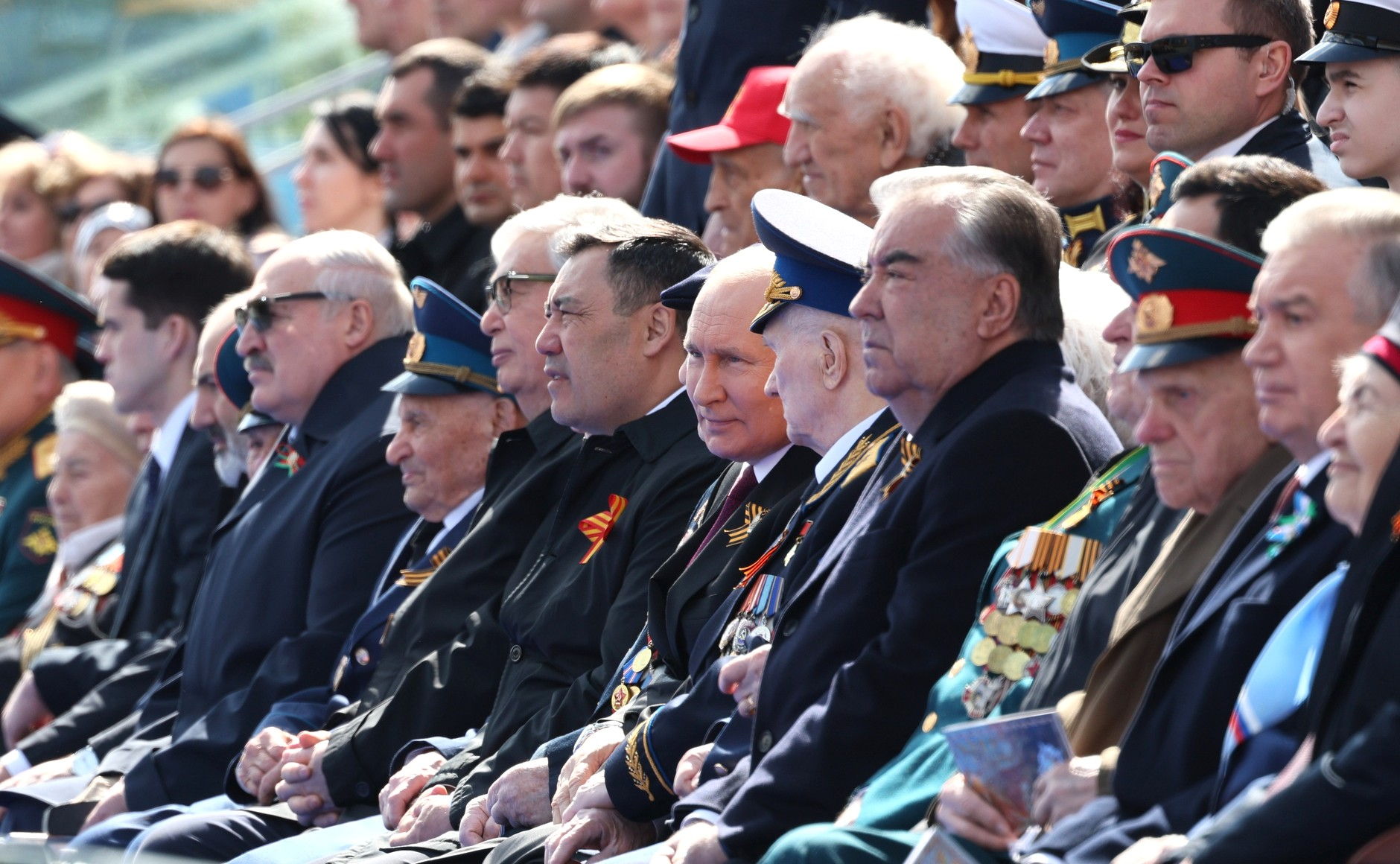
パレードを閲覧する首脳たち

### 参加した首脳
- ベラルーシ　アレクサンドル・ルカシェンコ
- カザフスタン　カシムジョマルト・トカエフ
- キルギス　サディル・ジャパロフ
- トルクメニスタン　セルダル・ベルディムハメドフ
- タジキスタン　エモマリ・ラフモン
- ウズベキスタン　シャフカト・ミルジヨエフ
- アルメニア　ニコル・パシニャン

### ルカシェンコの健康不安説
戦勝パレードの最後には、クレムリンに隣接する無名戦士の墓まで向かい、献花をおこなう。無名戦士の墓まで徒歩で向かうのが通例は徒歩で無名戦士の墓まで向かうのが通例であった。しかしルカシェンコは徒歩で墓に向かうことはなく、退役軍人と同じ車で墓のある場所に向かった。さらに、パレード終了後に予定されていた食事会にルカシェンコが出席せずに帰国したことが報じられた。
5月14日の「ベラルーシ象徴の日（ベラルーシの国旗・国章・国歌が制定された）」では、本来ベラルーシ大統領が直接演説するところを、ロマン・ゴロフチェンコ首相が代わりに朗読したことにより、パレード当日以降から浮上していた健康不安説はより一層話題となった。5月15日には、ベラルーシ国営テレビが軍司令部を訪問した際に撮影されたとされる写真を公表したが、健康不安説を直接否定するようなコメントはなかった。

## パレードの流れ
戦勝78周年記念パレードでは、8,000人の兵士と51台の車両が赤の広場を行進した。航空機は飛行せず、戦車は1台のみなど、参加した兵士の人数と車両部門は前年と比べ大幅に規模を縮小した。

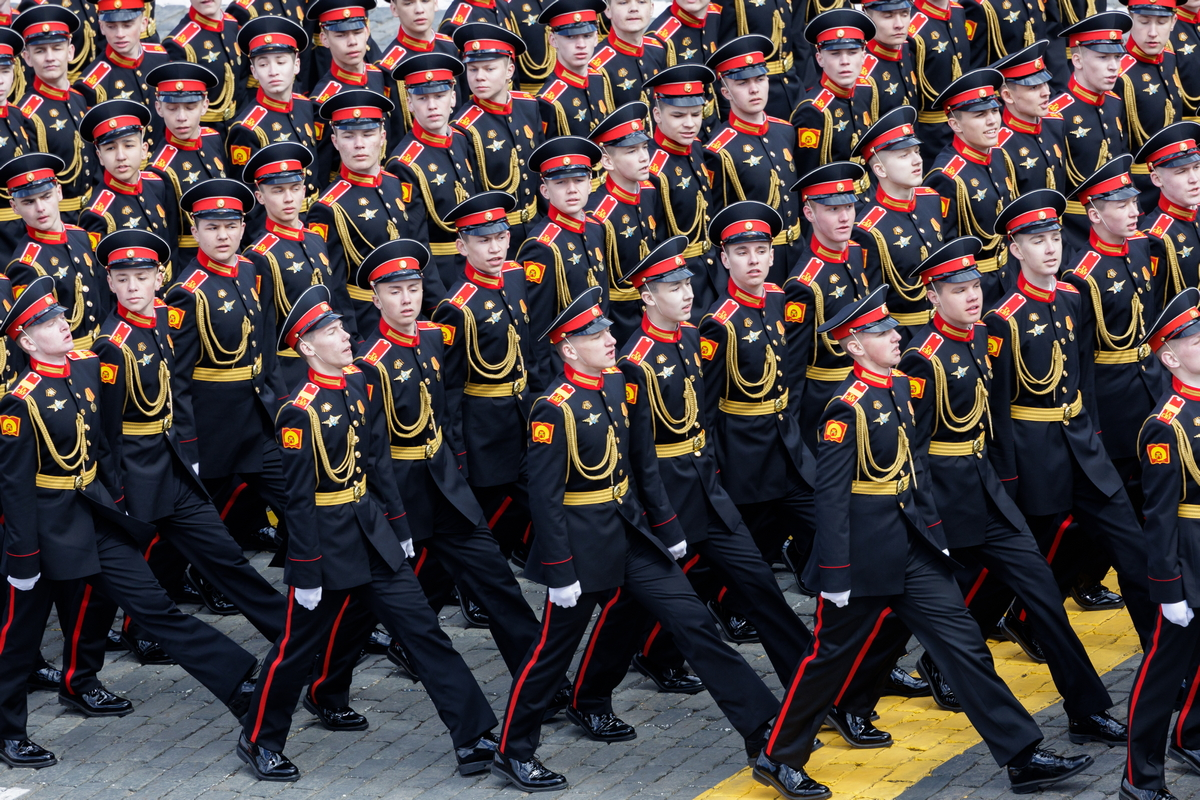
広場を行進する兵士

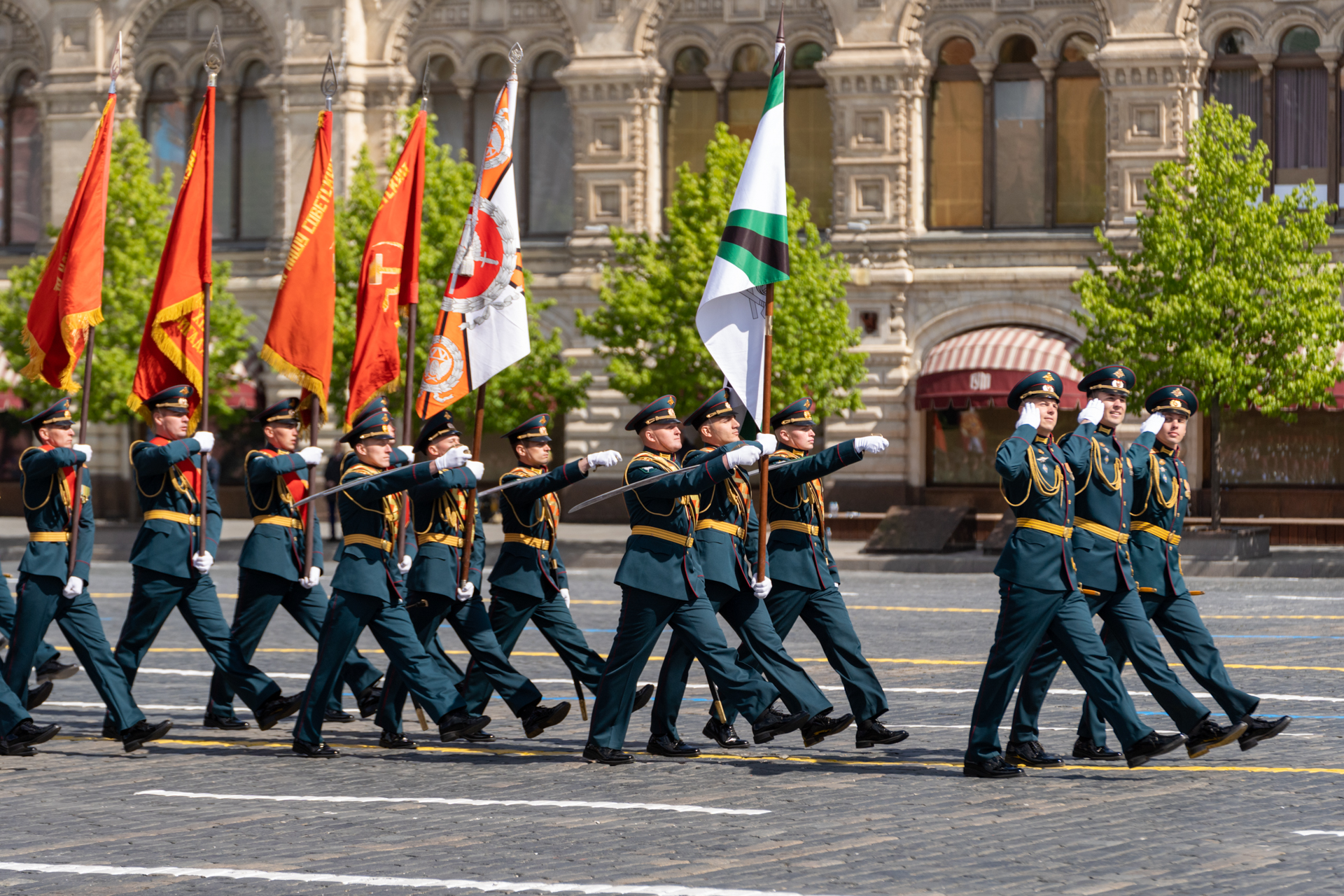
広場を行進する兵士

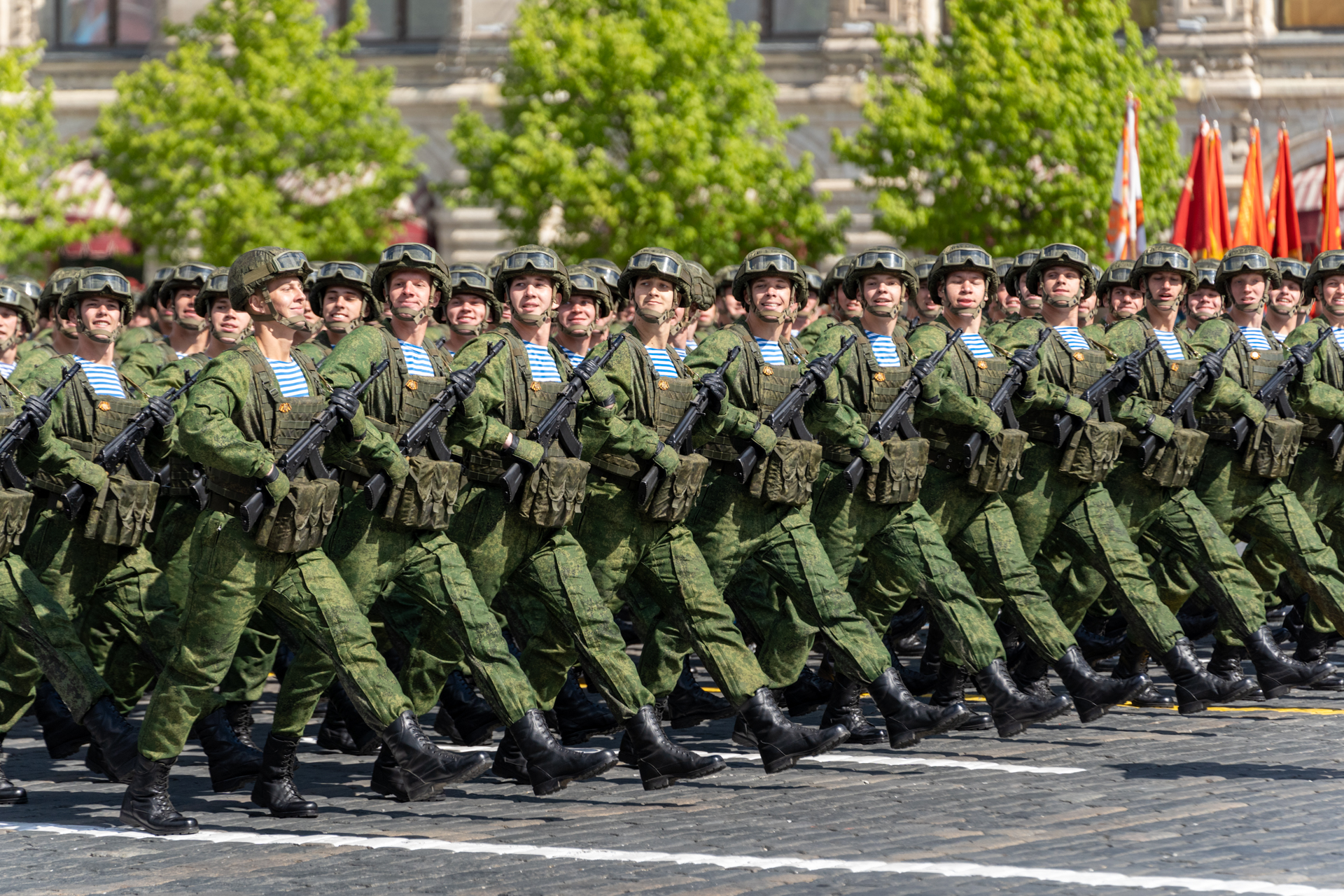
広場を行進する兵士

### 行進部門

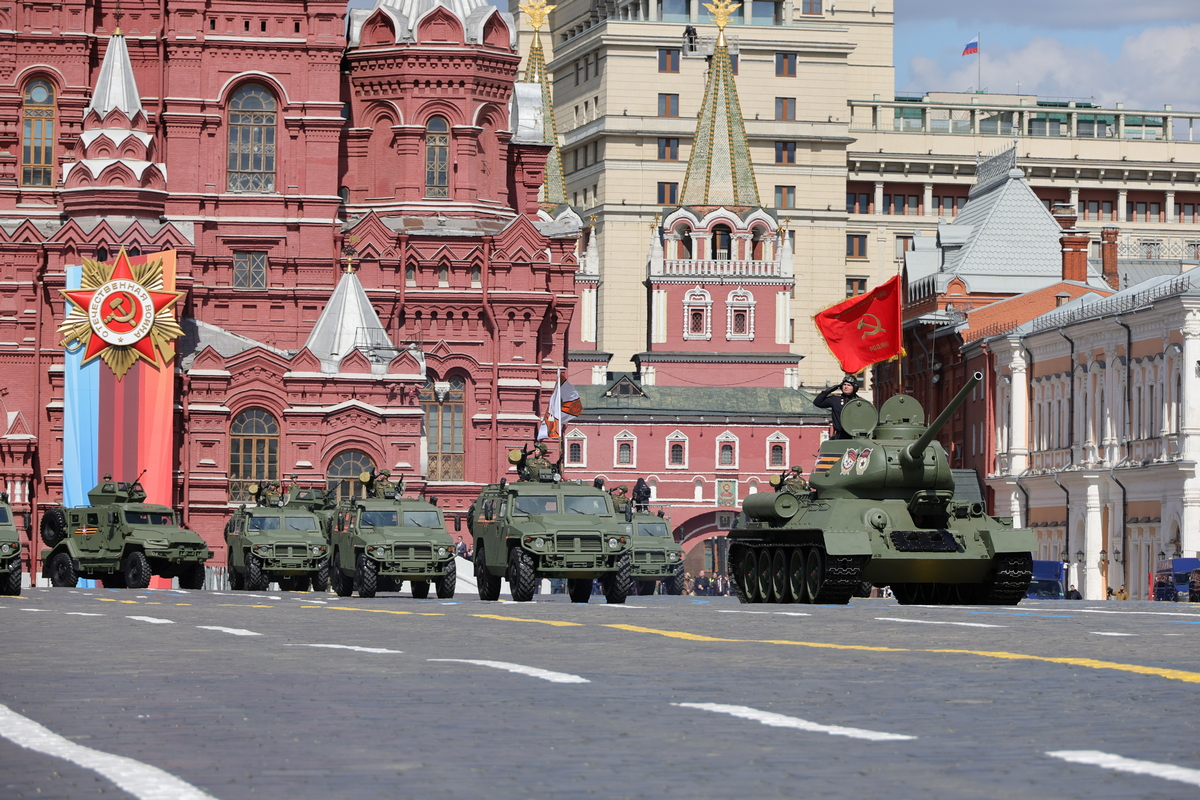
広場を走行する車両たち（先頭にT-34）

- モスクワ陸軍音楽学校（ロシア語版）
- プレオブラジェンスキー連隊
- トヴェリ・スヴォーロフ軍事学校（ロシア語版）
- ウラジオストク・ナヒーモフ海軍学校
- クロンシュタット海軍士官候補生（ロシア語版）
- ロシア国防省附属陸軍大学（ロシア語版）
- ヴァシレフスキー防空軍事学校（ロシア語版）
- 女性兵士
- ジューコフ陸軍士官学校（ロシア語版）
- モジャイスキー軍事宇宙学校（ロシア語版）
- 海軍工科学校（ロシア語版）
- ピョートル海兵隊（ロシア語版）
- 戦略ロケット部隊（ロシア語版）
- ロシア空挺軍
- 第38独立鉄道軍団（ロシア語版）
- 非常事態省従属武装警察（ロシア語版）
- 非常事態省民間防衛学校（ロシア語版）
- 国境警備隊
- コサック
- モスクワ高等司令部学校（ロシア語版）[5]

### 車両部門
- T-34-85
- タイガー装甲車（ロシア語版）
- ウラル装甲車（ロシア語版）
- アフマト
- イスカンデル
- BTR-82
- S-400
- ヤルス
- ブーメランク[6]

戦勝記念パレードでは通常、行進する兵士、走行する車両、飛行する航空機を載せたリストが公開されるが、戦勝78周年記念パレードではそれが公表されることはなく、また、航空部門がなかった理由も発表されなかった。2022年に実施された対ナチス・ドイツ戦勝77周年記念パレードでは、悪天候を理由に航空部門の中止が発表された。
| 開催年 | 兵士の人数 | 車両の台数 | 航空機 |
| ------ | ---------- | ---------- | ------ |
| 2013年 | 11,000人   | 100        | 68機   |
| 2014年 | 11,000人   | 151両      | 69機   |
| 2015年 | 16,000人   | 194両      | 140機  |
| 2016年 | 10,000人   | 130両      | 71機   |
| 2017年 | 10,000人   | 114両      | 0機    |
| 2018年 | 13,000人   | 150両      | 75機   |
| 2019年 | 13,000人   | 130両      | 0機    |
| 2020年 | 14,000人   | 200両      | 75機   |
| 2021年 | 12,000人   | 190両      | 76機   |
| 2022年 | 11,000人   | 131両      | 0機    |
| 2023年 | 8,000人    | 51両       | 0機    |

## プーチン大統領の演説

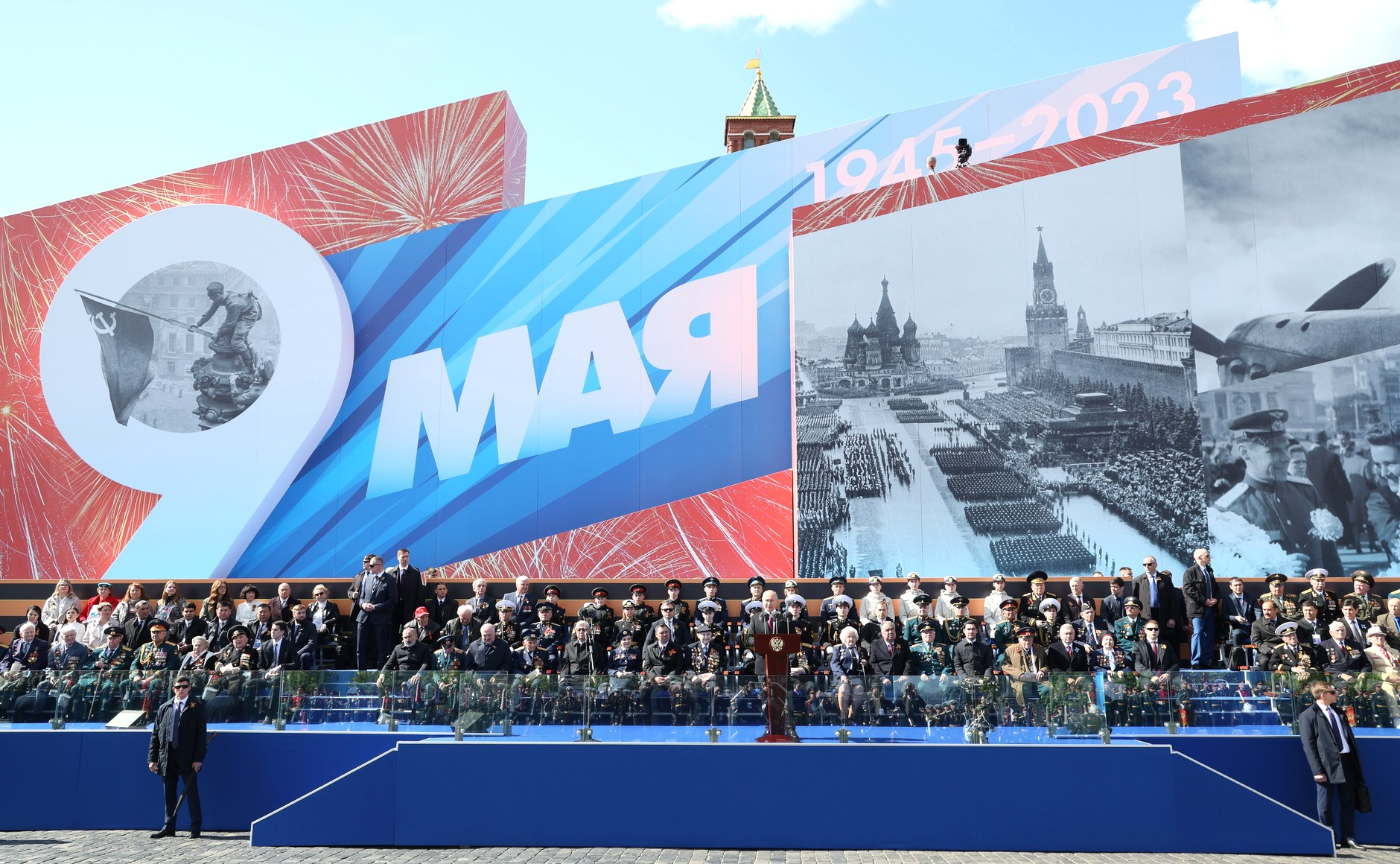
演説を行うウラジーミル・プーチン
背景には巨大な「9 Мая（5月9日）」の字と、「ライヒスタークの赤旗」など独ソ戦当時の写真が写し出されてる。

セルゲイ・ショイグ国防大臣による受閲が終了した後、大統領のウラジーミル・プーチンが演説をおこない、演説ではウクライナ侵攻（特別軍事作戦）について触れ、同時に日本についても触れた。
われわれは、ナチズムと勇敢に戦ったレジスタンスの参加者と、アメリカやイギリス、その他の国の連合軍の兵士を正当に評価する。われわれは、日本の軍国主義と戦った中国の戦士たちの偉業を記憶し、敬意を表する。

　　ウラジーミル・プーチン
演説では、旧ソ連諸国の首脳がモスクワに集まったことにも触れた。
非常に重要なのは、独立国家共同体の首脳らが今日、ここモスクワに集まったことだ。われわれの先祖の偉業に感謝する姿勢が見て取れる。彼らは共に戦い、共に勝利した。ソビエトのすべての人民が共通の勝利に貢献したのだ。　　　ウラジーミル・プーチン

## 地方でのパレード
戦勝78周年記念パレードは、モスクワの他にもカザンや極東のハバロフスク、ウラジオストクなどで実施された。モスクワでのパレードでは、戦車がT-34一両のみだったが、地方の都市ではT-62やT-80が走行した。

## パレードで演奏された曲
指揮者（合同音楽隊指揮・連邦軍音楽科長・軍楽隊総指揮者）: ティモフェイ・マヤーキン

### 巡閲部門
- 聖なる戦い
- 祝典巡閲行進曲　赤軍25周年
- 近衛プレオブラジェンスキー連隊行進曲
- 士官学校巡閲行進曲
- 軍旗捧持巡閲行進曲
- 海軍親衛隊巡閲行進曲
- 栄光あれ

### 演説
- パレード・ファンファーレ『5月9日』
- ロシア連邦国歌（1番のみ）作曲者：アレクサンドル・アレクサンドロフ
- 号令

### 行進部門
- 首都行進曲
- 五月のモスクワ
- ナヒーモフ学校行進曲
- スポーツの栄誉
- 祖国の守りに
- カチューシャ
- 航空行進曲
- 友よ、私は信じる
- 海が呼ぶ
- 砲兵の歌
- 求めるは勝利のみ
- レニングラード
- パレード
- 心さわぐ青春の歌
- ベルリンのコサック
- 出発! (進め!)

### 車両部門
- 勝利者の凱旋
- 英雄
- 万歳我が祖国

### フィナーレ
- 勝利の日
- 勝利
- スラブ娘の別れ[10]